# Prohydata povera
Prohydata povera är en fjärilsart som beskrevs av William Schaus 1901. Prohydata povera ingår i släktet Prohydata och familjen mätare. Inga underarter finns listade i Catalogue of Life.